# Vivian Ostrovsky
Vivian Ostrovsky (* 17. November 1945 in New York City) ist eine US-amerikanische Experimentalfilmemacherin und Kuratorin.

## Leben und Werk
Vivian Ostrovsky wurde in New York City (USA) geboren und wuchs in Rio de Janeiro (Brasilien) auf. Sie zog später nach Paris und schloss ihr Studium am Institut de Psychologie mit einem Bachelor ab. Später begann sie, an der Université de la Sorbonne Nouvelle-Paris 3, Film zu studieren. Sie war Studentin von Henri Langlois an der Cinémathèque Française und von Éric Rohmer am Institut d’Art et d'Archéologie.
In den 1970er Jahren gründete sie zusammen mit Rosine Grange die gemeinnützige Organisation Ciné-Femmes International (ursprünglicher Name: Femmes/Media), die sich für die Förderung, den Vertrieb und die Ausstrahlung der Werke von Filmemacherinnen einsetzte. In ihren aktiven Jahren (1975–1979) versuchte die Organisation, mehr Gelegenheiten für den Vertrieb und die Ausstrahlung der Werke von Filmemacherinnen zu schaffen. Es handelte sich um die einzige Organisation in Frankreich, die zum damaligen Zeitpunkt Filmvorführungen, Programme und Symposien mit Schwerpunkt auf dem Filmschaffen von Frauen und dem Bild der Frau im Film organisierte. Sie zeigte und vertrieb Dokumentarfilme, Features, Animationskurzfilme und Experimentalfilme von Frauen lange vor dem Aufkommen von Formaten wie VHS und DVD dort, wo sie angefordert wurden. Im Jahr 1975, dem von der UNO-Generalversammlung ausgerufenen Internationalen Jahr der Frau, organisierte Ostrovsky zusammen mit Esta Marshall ein bedeutendes Frauenfilmfestival in Paris (Femmes/Films) und ein internationales Symposium – Women in Film – unter der Schirmherrschaft der UNESCO. Dieses Event fand in Saint-Vincent im Aostatal mit Teilnehmerinnen wie Susan Sontag, Agnès Varda, Helma Sanders-Brahms, Chantal Akerman, Mai Zetterling, Márta Mészáros, Valie Export und María Luisa Bemberg statt. Aus dieser Veranstaltung ging die internationale Vereinigung Film Women International hervor.
1980 begann Ostrovsky, ihre ersten Experimentalfilme zu machen. Sie drehte ihren Debütfilm, Carolyn 2 über die Choreografin Carolyn Carlson, in Co-Regie mit Martine Rousset. Seitdem hat Ostrovsky über 30 Filme gedreht, vor allem im Format Super-8, in die sie häufig Found Footage und Wochenschau-Bestände, Auszüge aus Spiel- und Dokumentarfilmen sowie persönliche Amateurfilme integrierte. Laut dem französischen Experimentalfilmemacher Yann Beauvais beschrieben, verbinden Ostrovskys Filme zwei Experimentalfilm-Genres – das Filmtagebuch und die Filmcollage – zu einem ihr eigenen Genre, das Beauvais „journal-mosaïque“ nennt. Da ihre Filme länder-, kultur- und themenübergreifend sind, werden sie oft als „nomadic“ bezeichnet.
Seit 2011 schafft sie ebenfalls Installationen bestehend aus mehrfachen Projektionen auf unterschiedlichen Flächen. Diese in erster Linie standortspezifischen und kurzlebigen Werke sind immersiv und werden in der Dunkelheit projiziert. Sie wurden in Israel (Tel Aviv, Jerusalem), Portugal (Vila do Conde, Lissabon) und Österreich (Kunsthaus Graz) zusammen mit Ostrovskys Herausgeberin und Mitarbeiterin Ruti Gadish präsentiert.
Ostrovskys Filme wurden unter anderem an folgenden Orten gezeigt: Centre Georges Pompidou (Paris – Retrospektive), MAM (Rio de Janeiro – Retrospektive), MoMA (New York), Hirshhorn Museum (Washington), Musée du Louvre (Paris), Musée d’Art Moderne de la Ville de Paris, Kunsthalle Basel, sowie im Rahmen von bedeutenden Filmfestivals in Toronto, London, Berlin, Rotterdam, Wien (Viennale), Locarno und New York (Tribeca Film Festival). Ihre Werke wurden für Sammlungen und Archive erworben: MoMA (New York), Centre Georges Pompidou (Paris), Freunde der deutschen Kinemathek (Berlin), französisches Außenministerium (für die französischen Kulturinstitute weltweit).
Im Kielwasser ihres Vaters, George Ostrovsky, eines Mitgründers des Jerusalem Film Center in Israel, ist Vivian aktives Vorstandsmitglied und Co-Kuratorin des jährlich von der Jerusalem Cinematheque organisierten Jerusalem Film Festival. Sie ist ebenfalls Vorstandsmitglied im Film Forum, einem gemeinnützigen und unabhängigen Programmkino in New York.
Darüber hinaus ist Ostrovsky Kuratorin von Filmprogrammen für das Centro Cultural Banco do Brasil (CCBB) in Rio de Janeiro, hat für den französischen Radiosender France Culture diverse Hörspiele komponiert (Ateliers de Création Radiophonique) und zusammen mit ihrer Schwester Rose Ostrovsky ein Kinderbuch geschrieben (MUMPS!).

## Filme
- Carolyn 2 (1980) über die Choreografin Carolyn Carlson, in Co-Regie mit Martine Rousset
- Top Ten Stylists (1980) mit Thierry Mugler, Issey Miyake, Karl Lagerfeld usw., in Co-Regie mit Soft Ware Prod.
- Movie (V.O.) (1982)
- Copacabana Beach (1983)
- Allers-Venues (1984)
- Stalingrad (1984), Installation für „Le Génie de la Bastille“
- U.S.S.A.(1985)
- * * * (Trois Etoiles) (1987)
- Propos Décousus (1987) Expanded Super 8
- Eat (1988)
- M.M. in Motion (1992)
- Uta Makura (Pillow Poems) (1995)
- Public Domain (1996)
- American International Pictures (1995)
- Interview mit Woody Allen für das Jerusalem Film Festival (1997)
- Work and Progress (1999) in Co-Regie mit Yann Beauvais
- Nikita Kino (2002)
- Ice/Sea (2005)
- Télépattes (2007)
- Fone Fur Follies (2008)
- Ne Pas Sonner (2008)
- The Title Was Shot (2009)
- Tatitude (2009)
- P.W. – Painéis e Pincéis (2010)
- Ocean Bazar (2011) 16-mm-Installation
- Wherever Was Never There (2011)
- CORrespondência e REcorDAÇÕES (2013)
- Splash (2013) 16-mm-Installation
- Losing the Thread (2014)
- On Dizziness (2016) Videoinstallation
- But Elsewhere is Always Better (2016)
- DizzyMess (2017)
- Hiatus (2018)
- Unsound (2019)